# Boris Gurevič
Boris Maksimovič Gurevič (in russo Борис Максимович Гуревич?; Mosca, 23 marzo 1931 – Mosca, 10 gennaio 1995) è stato un lottatore sovietico, specializzato nella lotta greco-romana.

## Palmarès

### Olimpiadi
- 1 medaglia:
  - 1 oro (Helsinki 1952 nei pesi mosca)

### Mondiali
- 2 medaglie:
  - 2 ori (Napoli 1953 nei pesi mosca; Budapest 1958 nei pesi mosca)